# Catalina de Motril
 (février 2023).
Catalina de Motril (vers ?-1531) est une esclave et servante de chambre royale.

## Biographie
Catalina de Motril est née à Motril, Grenade à une date inconnue. Elle ou ses parents sont capturés lors de la prise de Grenade par la Castille en 1492, et réduits en esclavage. Un peu avant 1501 elle est envoyée en Angleterre. Elle a reçu le nom chrétien de Catalina, en hommage à Catherine d'Aragon, quand elle s'est convertie au christianisme, comme le faisaient à l'époque les propriétaires d'esclaves chrétiens et musulmans. Il y avait deux esclavas (esclaves) anonymes listés dans l'entourage de Catherine quand elle a voyagé vers l'Angleterre en 1501 pour épouser Arthur, le prince de Galles. Il est probable que Catalina ait été l'une de ces deux personnes. On l'appelait « Catalina, autrefois esclave de la reine » plus de 30 ans plus tard, après qu'elle eut quitté le service de Catherine. Le statut exact de Catalina au service de Catherine d'Aragon est inconnu. L'esclavage étant illégal en Angleterre à cette époque, son asservissement n'aurait en effet plus été considéré comme légal après son arrivée en Angleterre.
Catalina faisait encore partie de la maison de Catherine en 1509, l'ambassadeur d'Espagne ayant noté qu'elle avait été témoin des premiers rapports entre Catherine d'Aragon et Henri VIII après leur mariage cette année-là. En 1531, lorsque Henri VIII lança une enquête pour obtenir le divorce de Catherine, Catalina fut appelée à témoigner que Catherine n'avait pas été vierge lors de sa nuit de noces. Il a été déclaré qu'à un moment donné, elle était retournée en Espagne, où elle avait épousé le fabricant d'arcs Oviedo, avec qui elle avait eu deux filles, et vivait avec lui à Malaga, et qu'en 1531, elle était veuve et vivait à Motril. On ignore si elle s'est rendue au tribunal pour témoigner.